# Lodovico Manin
Lodovico Giovanni Manin (Venetië, 14 mei 1725 – Venetië, 24 oktober 1802) was de honderdtwintigste en laatste doge van de republiek Venetië, van 9 maart 1789 tot 12 mei 1797.

## Afkomst en opleiding

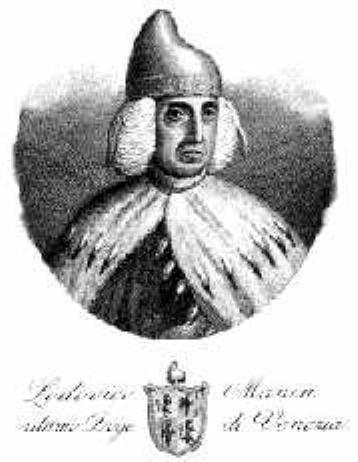
Lodovico Manin.

Hij werd geboren als zoon van Lodovico Alvise Manin en Maria di Pietro Bassadonna, een achterkleindochter van kardinaal Pietro Bassadonna. Bij de geboorte van Lodovico maakte de steenrijke familie Manin, van Friulaanse afkomst, nog maar driekwart eeuw deel uit van het Venetiaanse patriciaat (sinds 1651). Bovendien was de familie niet door verdienste tot het patriciaat toegelaten, maar door betaling van honderdduizend dukaten. Desondanks slaagde de familie erin door huwelijken met invloedrijke geslachten een hoge sociale positie te bereiken, die aan de politieke ambities van haar leden beantwoordde.
Hij kreeg een eerste culturele opvoeding van zijn moeder, een goed opgeleide vrouw, om daarna aan het jezuïetencollege van Bologna, de school van de adel, school te lopen. Zijn studies waren voornamelijk humanistisch: eerst legde hij zich toe op de Italiaanse en Franse literatuur, om dan naar de studie van de retoriek en filosofie over te gaan, en enkele theses over het natuurrecht te verdedigen.
In 1743 vertrok hij samen met zijn broer Pietro naar Rome, waar hij tot 1746 aan het Collegio Clementino verbleef. Hier zette hij zijn studies in de geschiedenis, retoriek, wiskunde, Frans, dans en schermen voort, onder het toeziend oog van een priester. Eveneens samen met Pietro vertrok hij vervolgens naar Napels, waar hij als gast verbleef bij de Venetiaanse consul, die hem aan koning Karel van Bourbon voorstelde.

## Politieke loopbaan
De volgende maand keerde hij naar Venetië terug. Hier trouwde hij in 1748 met Elisabetta di Giannantonio Grimani nel ramo "dei Servi", een telg van een van de meest prestigieuze families van de stad, die al enkele doges voortgebracht had. Dit huwelijk liet Manin toe om zijn eigen politieke carrière in een stroomversnelling te brengen: in 1751 werd hij lid van de Maggior Consiglio en hij werd dadelijk verkozen tot kapitein van Vicenza. In deze functie onderscheidde hij zich door de vastbeslotenheid waarmee hij het smokkelen bestreed en de schuldaflossing bevorderde, maar ook door zijn voorzichtigheid en diplomatische kwaliteiten.
In de nasleep van zijn successen in Vicenza benoemde de Maggior Consiglio hem in 1756 tot kapitein van Verona. Tijdens zijn mandaat trad de Adige buiten zijn oevers en veroorzaakte een rampzalige overstroming, maar Manin reageerde op tijd, zette een reddingsoperatie op touw en verkreeg de nodige economische hulp van de regering. In 1763 nam hij het prestigieuze ambt van podestà van Brescia op zich en amper een maand later werd hij procurator van San Marco de ultra. Volgens kwatongen had hij deze laatste benoeming niet aan zijn kwaliteiten te danken, maar aan geldelijke schenkingen van zijn familieleden en van hemzelf. Het staat vast dat de familie Manin de benoeming met grote sier vierden, met feesten en processies in Brescia en Venetië.
In de volgende jaren legde hij zich toe op een carrière in de economische administratie, waarin hij zich als een uitmuntend financieel beheerder onderscheidde.

## Verkiezing
De politieke positie van Manin werd bevestigd door de verkiezing tot doge van Paolo Renier, een nauw familielid (in 1779). Verder geholpen door een belangrijk familiaal en cliëntelair netwerk, bekend om zijn rijkdom, maar ook door zijn scherpzinnigheid in het zakendoen en financieel beheer, bleek Manin een van de ideale kandidaten voor het dogaat.
Zijn enige concurrent van een zeker niveau was Andrea Memmo, maar deze verloor wegens zijn hervormingsgezinde ideeën de steun van zijn partij. Manin kwam dus naar voren als de enige kandidaat van de meerderheidsfractie en werd bij de eerste stembusgang, op 9 mei 1789, verkozen met achtentwintig stemmen voorsprong. Een andere kandidaat voor de dogentroon, Pietro Gradenigo, zou bij deze gelegenheid de beroemde woorden geuit hebben: I ga fato doxe un furlan, la Republica xe morta! "Ze hebben een Friulaan doge gemaakt, de Republiek is dood!".

## Dogaat

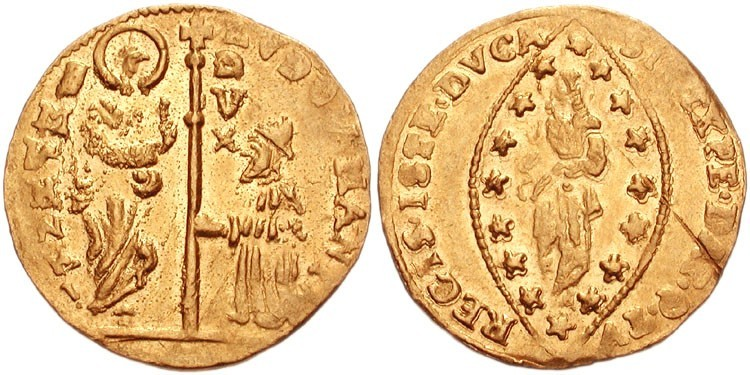
Gouden zecchino van Lodovico Manin.

Al ten tijde van de verkiezing van Lodovico Manin was de situatie in Venetië gespannen, tussen interne onrust door de roep om grote democratie en vrijheid en de gebeurtenissen in Frankrijk, waar de revolutie begon te smeulen. In de volgende jaren trachtte Venetië een neutrale positie in te nemen tussen de reactionaire staten en de libertaire krachten, gesteund door Frankrijk.
Op 30 augustus 1792 overleed zijn echtgenote Elisabetta in Treviso; haar begrafenis vond plaats in de basiliek van San Marco. Hierop dacht de doge eraan om af te treden, maar dit werd hem geweigerd. Hij trachtte dan maar het openbaar apparaat zo goed mogelijk te laten draaien, waarbij hij er nadruk op legde en controleerde dat alle openbare ambtshouders zich nauwgezet aan hun taken hielden en waarbij hij zich inzette voor een hervorming van verouderde magistraturen. In zijn memoires schreef hij:

Fino dai primi tempi della intrapresa dignità io aveva avuto occasione di conoscere che il nostro governo non poteva sussistere, attesa la scarsezza di soggetti capaci, l'abbandono e il ritiro di molti di essi andando al bando e dichiarandosi abati e che quelli che restavano pensavano più al privato che al pubblico interesse.

(Vanaf de eerste ogenblikken nadat ik de waardigheid op mij genomen had, kreeg ik er inzicht in dat onze regering, gezien het gebrek aan capabele individuen, niet in staat was om de opgave en terugtrekking vol te houden van velen onder hen - die aan de zijlijn gingen staan om abten te worden -, en om vol te houden dat zij die overbleven meer aan hun particuliere belangen dachten dan aan het openbare belang.)

## Aftreden (in1797)
Een kroniekschrijver beschreef Lodovico Manin als volgt:

Aveva sopracciglia folte, occhi bruni e smorti, naso grosso aquilino, il labbro superiore sporgente, andatura stanca, persona lievemente inclinata. Si leggeva nell'espressione del viso l'interno sgomento, che informava e governava ogni azione.

(Hij had borstelige wenkbrauwen, bruine, doffe ogen, een dikke haviksneus, een bovenlip die wat uitstak, een vermoeide pas en een licht gebogen postuur. In de uitdrukking van zijn aangezicht kon men zijn innerlijke verslagenheid lezen, die elk van zijn daden onderbouwde en stuurde.)

Op 30 april, toen de Franse troepen al bij de oevers van de lagune al aangekomen waren en Venetië probeerden te bereiken, sprak Lodovico Manin de beroemde woorden: Sta notte no semo sicuri neanche nel nostro letto. "Vannacht zijn we zelfs in ons bed niet veilig." Tijdens de zittingen van de Maggior Consiglio in de volgende dagen, waar beslist moest worden of men zou toegeven aan de Franse eisen, trad Manin bleek op en met bevende stem: Napoleon eiste de instelling van een democratisch regime in plaats van de heersende oligarchie, de landing van een leger van 4.000 Franse soldaten in Venetië (wat de eerste keer zou zijn dat een vreemd leger Venetië betrad sinds de stichting van de Republiek) en de uitlevering van enkele Venetiaanse kapiteins die het Franse leger op het vasteland bestreden hadden.
Op 8 mei verklaarde de doge zich bereid om de eretekens over te dragen aan de leiders van de revolutie, terwijl hij alle magistraten overdroeg om hetzelfde te doen: het schijnt dat een van de raadgevers van de doge, een zekere Francesco Pesaro, Manin zou aangespoord hebben om naar Zara te vluchten, een Venetiaanse bezitting in Dalmatië die trouw bleef aan de Republiek en veilig was (al zou kort nadien door de Fransen veroverd worden). Op 12 mei voltrok zich de laatste vergadering van de Maggior Consiglio, waarin men - zij het zonder het quotum te bereiken - besloot alle eisen van Bonaparte in te willigen. Er werd ook besloten tot de verwijdering van de Slavische soldaten uit Venetië, om incidenten te vermijden wanneer de Franse militairen de stad zouden binnentreden. Deze laatste zitting werd door Ippolito Nievo beschreven in de roman Le confessioni di un italiano ("De bekentenissen van een Italiaan"). Op 15 mei verliet de doge het Dogenpaleis om zich in het paleis van zijn familie terug te trekken, en trokken de Fransen in Venetië binnen. Als eerste namen de Fransen de Munt van Venetië (la Zecca) in bezit, eigendom van Manin, waar de doge zijn privégeld evenals de openbare schatkist bewaarde. Meer dan zestig procent van het goud dat in de Munt bewaard werd, was privé-eigendom van de familie Manin.

## De aankomst van de Oostenrijkers en het einde

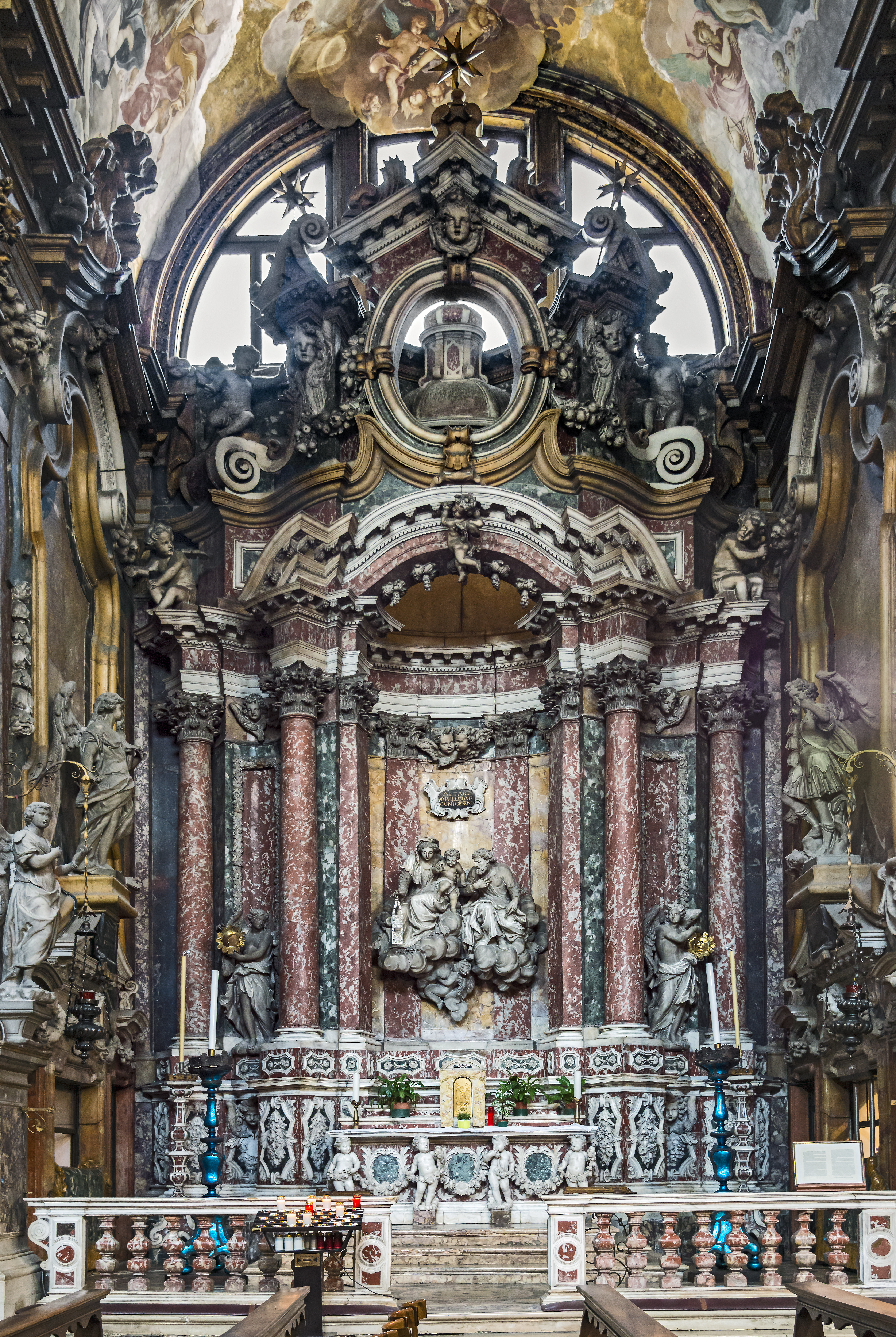
Graf van Ludovico Manin.

Bezorgd als hij was over een mogelijke Franse vergeldingsaanval tegen Venetië, was Manin opgelucht toen de stad in 1798 deel ging uitmaken van het aartshertogdom Oostenrijk volgens het Verdrag van Campoformio. Hij nam dan ook deel aan een gezantschap van twaalf leden dat trouw zwoer aan de nieuwe regering. In de volgende periode zag hij zijn eigen prestige toenemen, ook al omdat zij zwager Francesco Pesaro raadgever van Frans II en bijzonder commissaris voor Venezia en het Vasteland geworden was.
Vanaf 1801 liet hij zich weer vaker zien, op wandeling door Cannareggio naar de chiesa dei Servi of naar de Ridotto, het casino van Venetië. Hij onderscheidde zich verder door zijn goede werken, onder meer door jaarlijks twintigduizend dukaten aan de arme patriciërs te schenken. Desondanks werd hij nog steeds gezien als de rechtstreeks verantwoordelijke voor de val van de Serenissima Repubblica (d.i. de Republiek Venetië) en viel hij ten prooi aan beledigingen en overvallen.
Hij overleed in 1802 en werd begraven in de familiekapel, in de chiesa degli Scalzi.